# Wahl zum Schwedischen Reichstag 1921
- SKP: 7
- SSV: 6
- S: 93
- B: 21
- FL: 41
- AV: 62

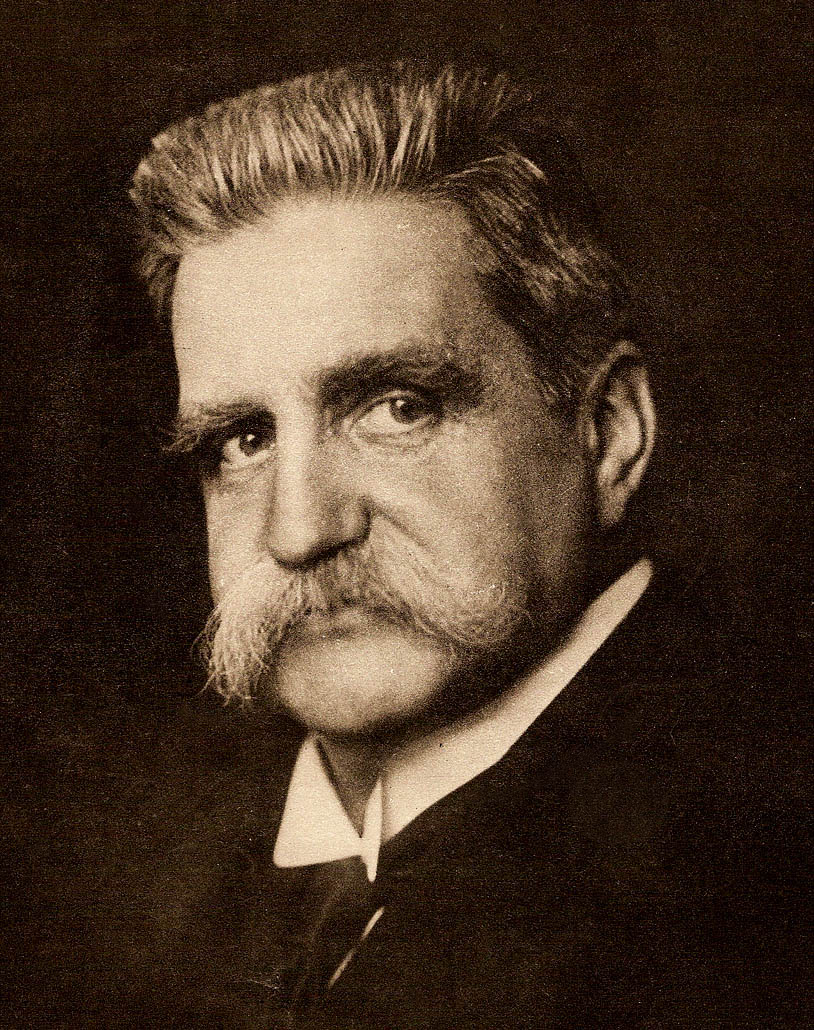
Wahlsieger Hjalmar Branting erhielt 1921 den Friedensnobelpreis. Er war dreimal Ministerpräsident von Schweden:
1. von März 1920 bis Oktober 1920
2. von Oktober 1921 bis April 1923
3. von Oktober 1924 bis Januar 1925

Im September 1921 fand eine Wahl zur Zweiten Kammer des Schwedischen Reichstags statt. Es war die erste Wahl in Schweden, bei der auch die Frauen das Wahlrecht besaßen. 
Vor den Wahlen war die Sozialdemokratische Linkspartei Schwedens auf die ideologische Linie der von Russland dominierten Kommunistische Internationale eingeschwenkt und hatte sich in Schwedische kommunistische Partei umbenannt. Eine Minderheit, die dies nicht mittragen wollte, gründete daraufhin 1921 eine neue Partei unter dem alten Namen Sozialdemokratische Linkspartei Schwedens. Die neue Partei trat nur zu dieser Wahl an und vereinigte sich 1923 mit den Sozialdemokraten. 
Der Bauernbund vereinigte sich 1921 mit dem Reichsverband der Landwirte unter dem Namen Bauernbund.
| Partei                                                                            | % Stimmen | Veränderung zu 1920 |
| --------------------------------------------------------------------------------- | --------- | ------------------- |
| Sozialdemokraten Sveriges socialdemokratiska arbetareparti                        | 36,2 %    | +6,5 %              |
| Konservative Allmänna valmansförbundet (Allgemeiner Wählerbund)                   | 25,8 %    | −2,0 %              |
| Liberale Liberala samlingspartiet (Liberale Sammlungspartei)                      | 18,7 %    | −3,1 %              |
| Bauernbund Bondeförbundet                                                         | 11,0 %    | −3,1 %              |
| Kommunisten Sveriges kommunistiska parti                                          | 4,6 %     | −1,8 %              |
| Sozialdemokratische Linkspartei Schwedens Sverges socialdemokratiska vänsterparti | 3,2 %     | +3,2 %              |
| Andere Parteien                                                                   | 0,4 %     | +0,1 %              |